# 明茂陵
茂陵是明宪宗朱见深与纪皇后、王皇后、邵皇后的合葬墓。
茂陵位于北京昌平区天寿山聚宝山（宝山、鹰嘴山）下。在碑亭前以西有神路、石桥，碑刻“大明宪宗纯皇帝之陵”。垣内和墓上栽树千余株。